# Lašovice
Lašovice (Duits: Laschowitz) is een Tsjechische gemeente in de regio Midden-Bohemen en maakt deel uit van het district Rakovník. Het dorp ligt op 7 km afstand van Křivoklát.
Lašovice telt 100 inwoners.

## Geografie
De gemeente bestaat uit twee dorpen:
- Lašovice;
- V Lybii.

## Etymologie
De naam Lašovice is afgeleid van de familienaam Lash of Láš, een koosnaam van Ladislav of Vladislav.

## Geschiedenis
In de prehistorie (aurignacien) was de omgeving rond Lašovice belangrijk voor de jacht. De eerste schriftelijke vermelding van het dorp (Lassouici) dateert van 1143.
Sinds 2003 is Lašovice een eigen gemeente binnen het Rakovníkdistrict.

## Verkeer en vervoer

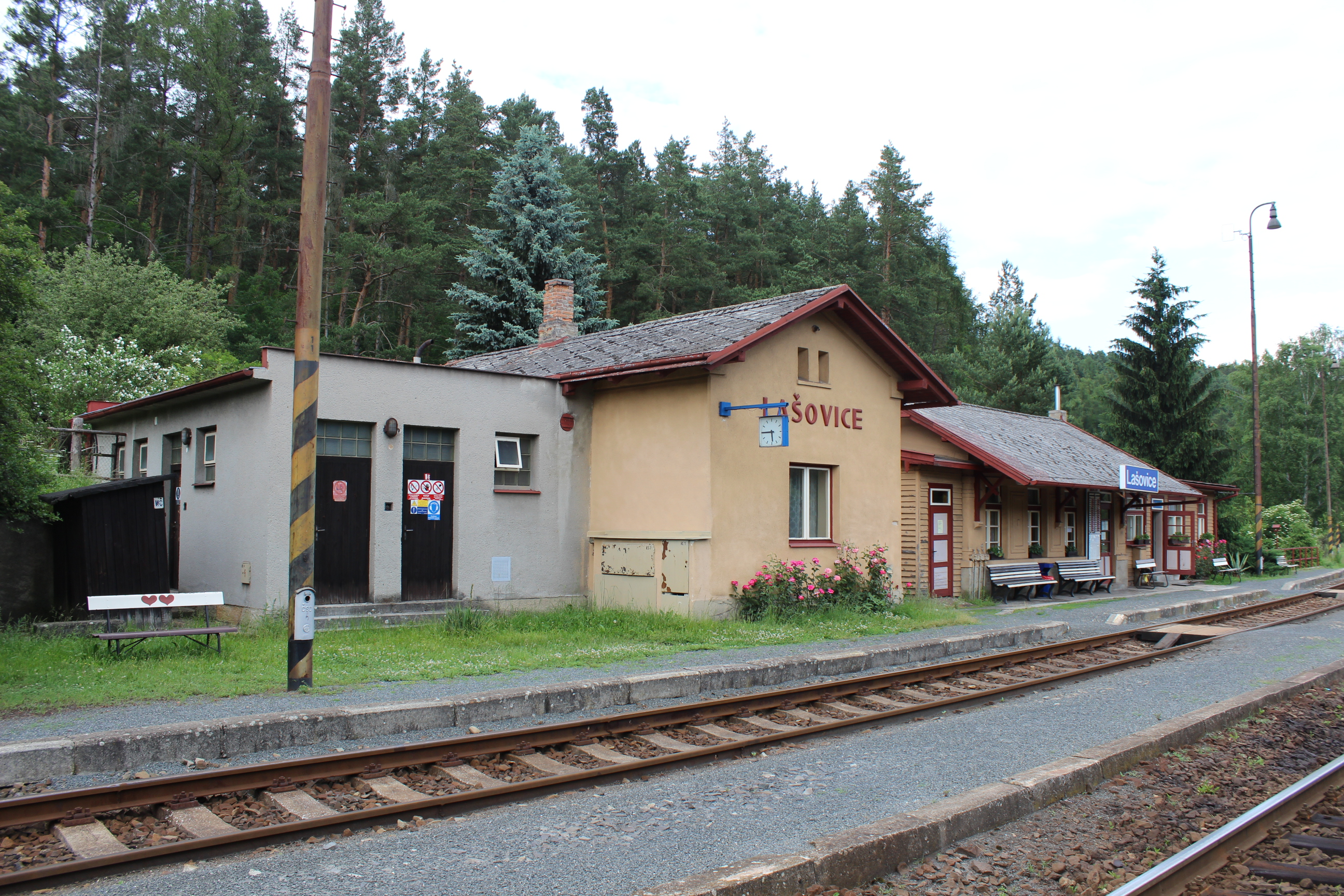
Station Lašovice

### Autowegen
Lašovice is alleen te bereiken via een regionale weg.

### Spoorlijnen
Station Lašovice ligt 2 km buiten het dorp aan lijn 174 Beroun - Rakovník. De lijn is een enkelsporige lijn waarop het vervoer in 1878 begon. Doordeweeks rijden er 12 treinen per dag; in het weekend 10.

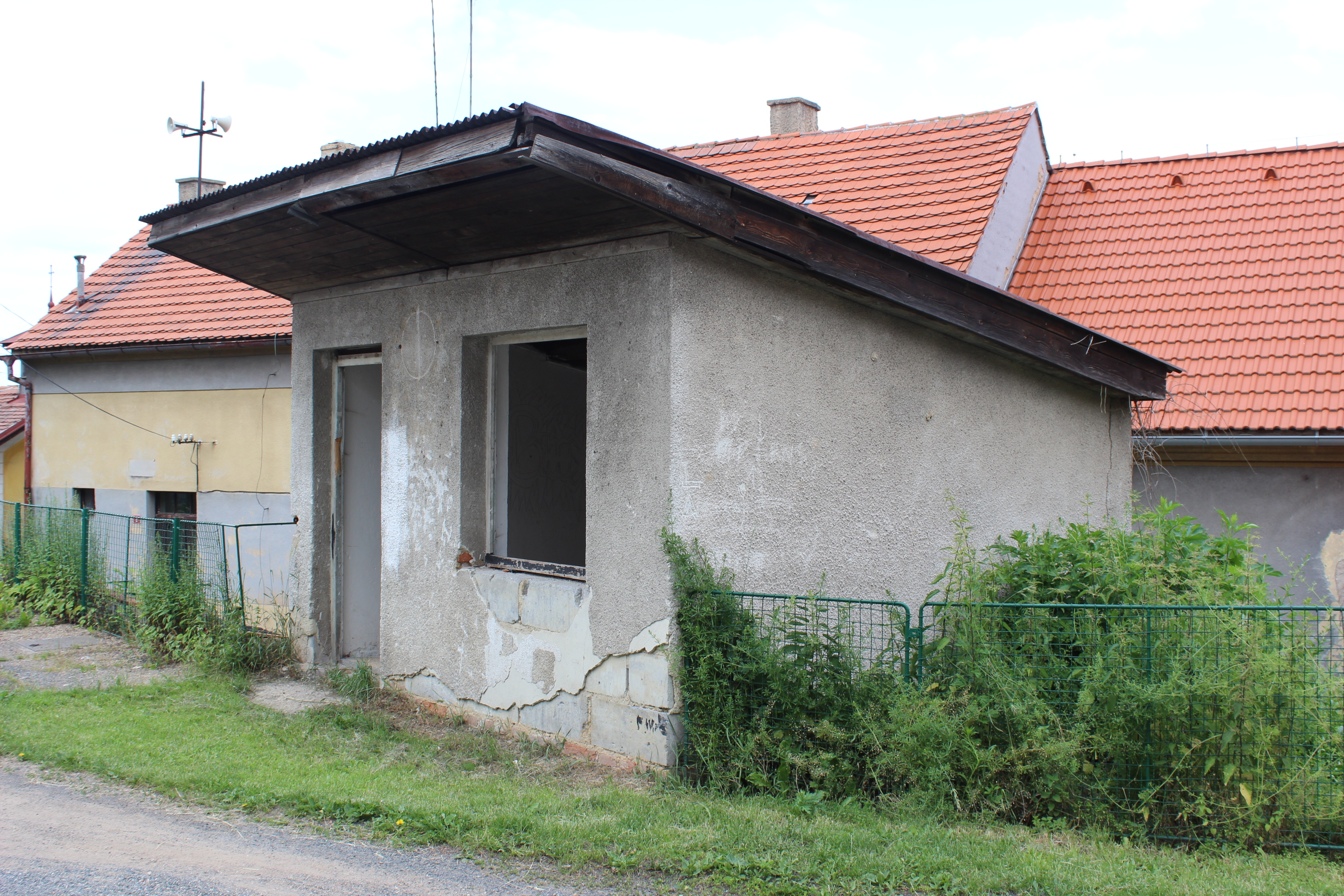
Betonnen abri bij de bushalte

### Buslijnen
Doordeweeks rijdt er 2 keer per dag een lijn van Transdev Střední Čechy door het dorp die Lašovice verbindt met Rakovník, Slabce en Kostelík. In het weekend rijdt er geen bus door het dorp.

## Bezienswaardigheden
- Standbeeld van Sint Johannes van Nepomuk aan de westkant van het dorp

## Galerij

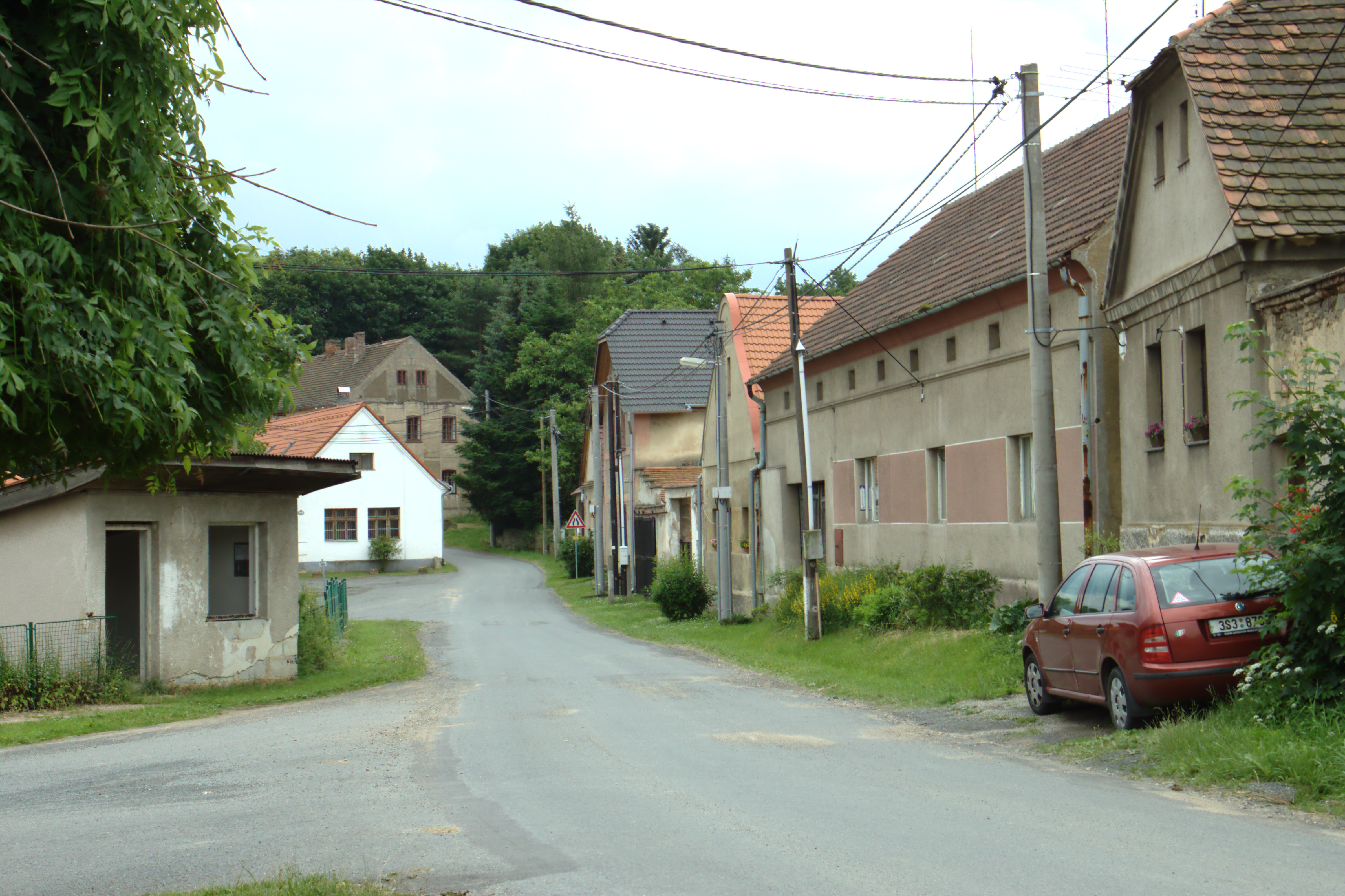
Straat in Lašovice
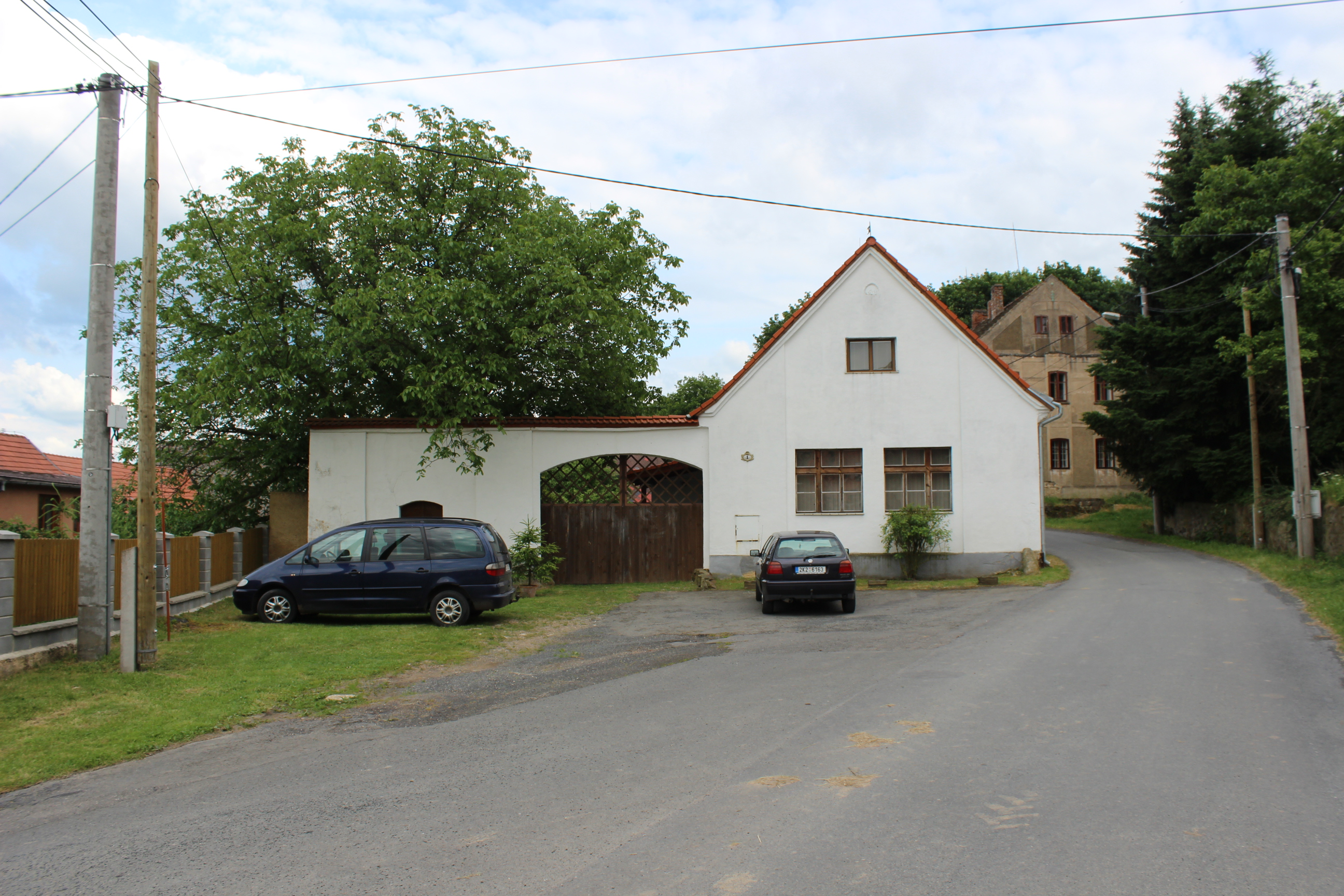
Huis met poort in Lašovice
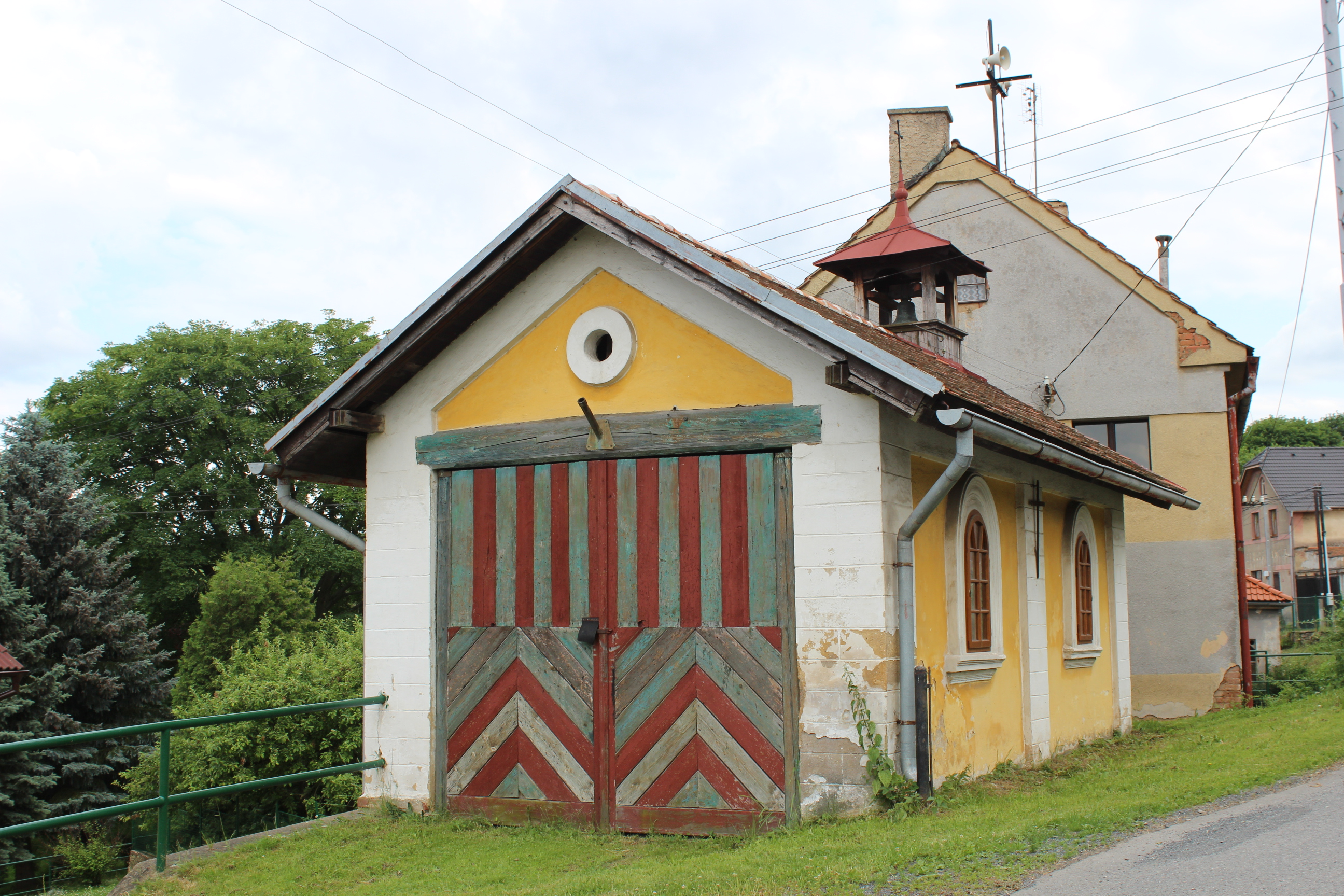
Kapel van Lašovice (1)
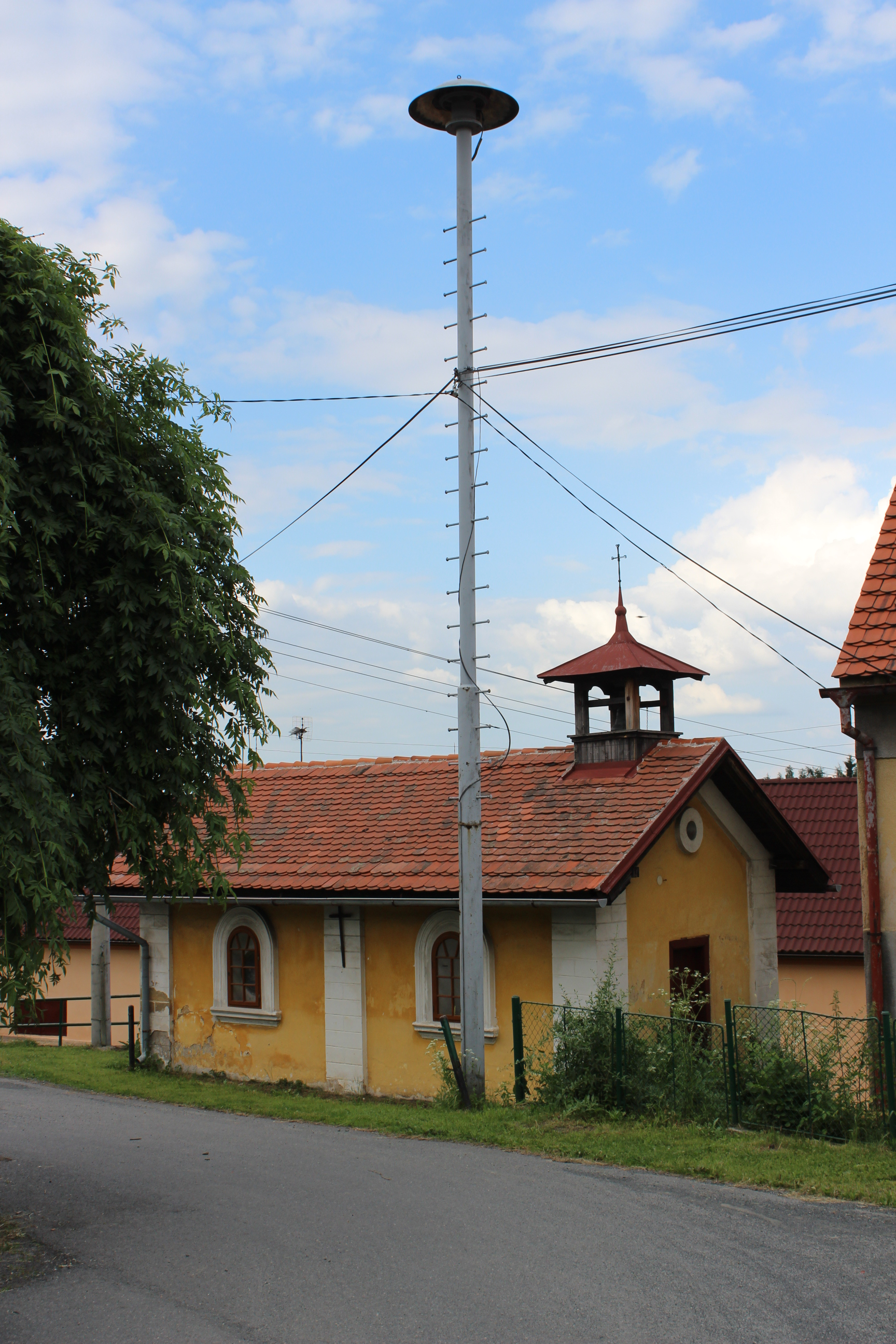
Kapel van Lašovice (2)
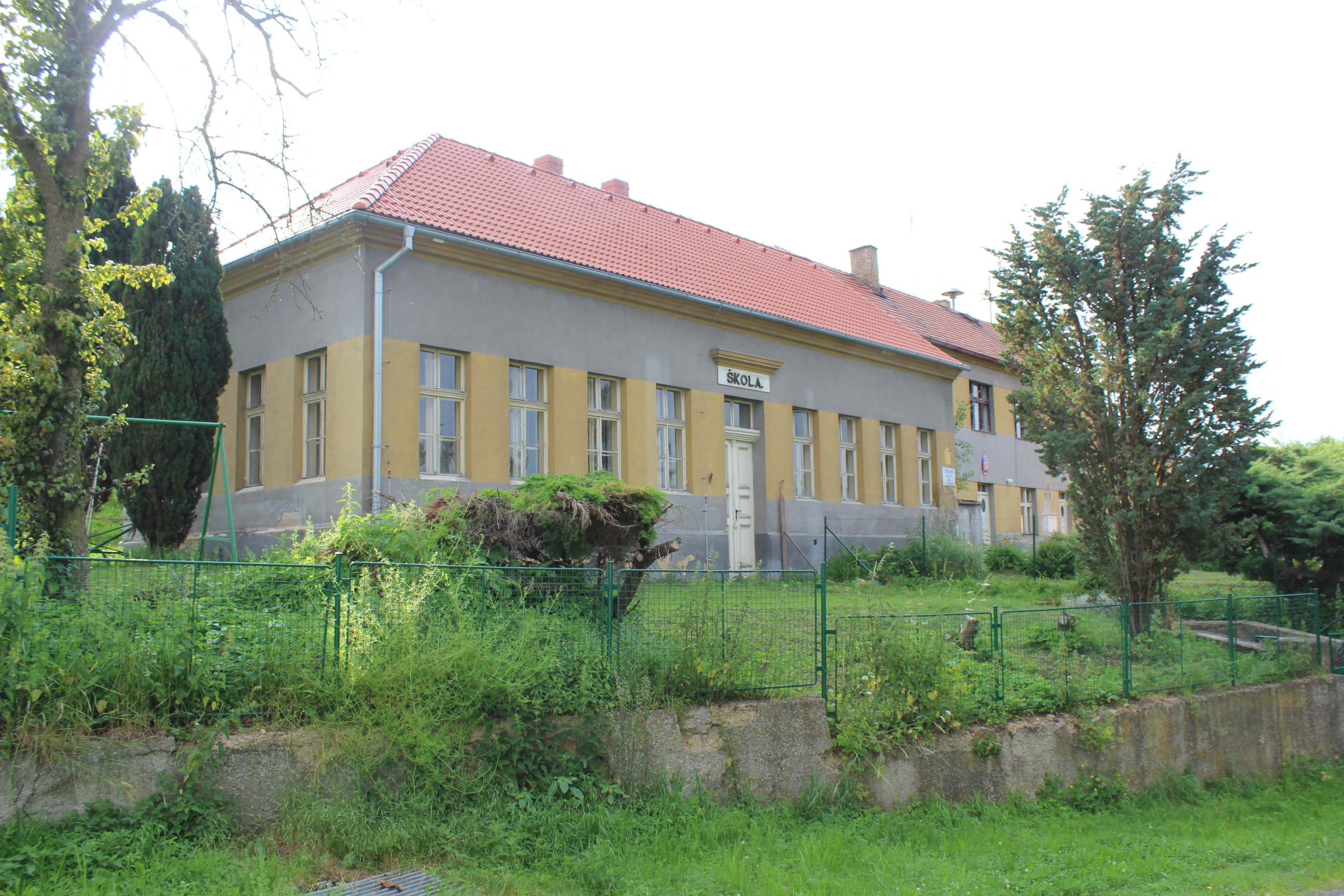
Schoolgebouw in Lašovice
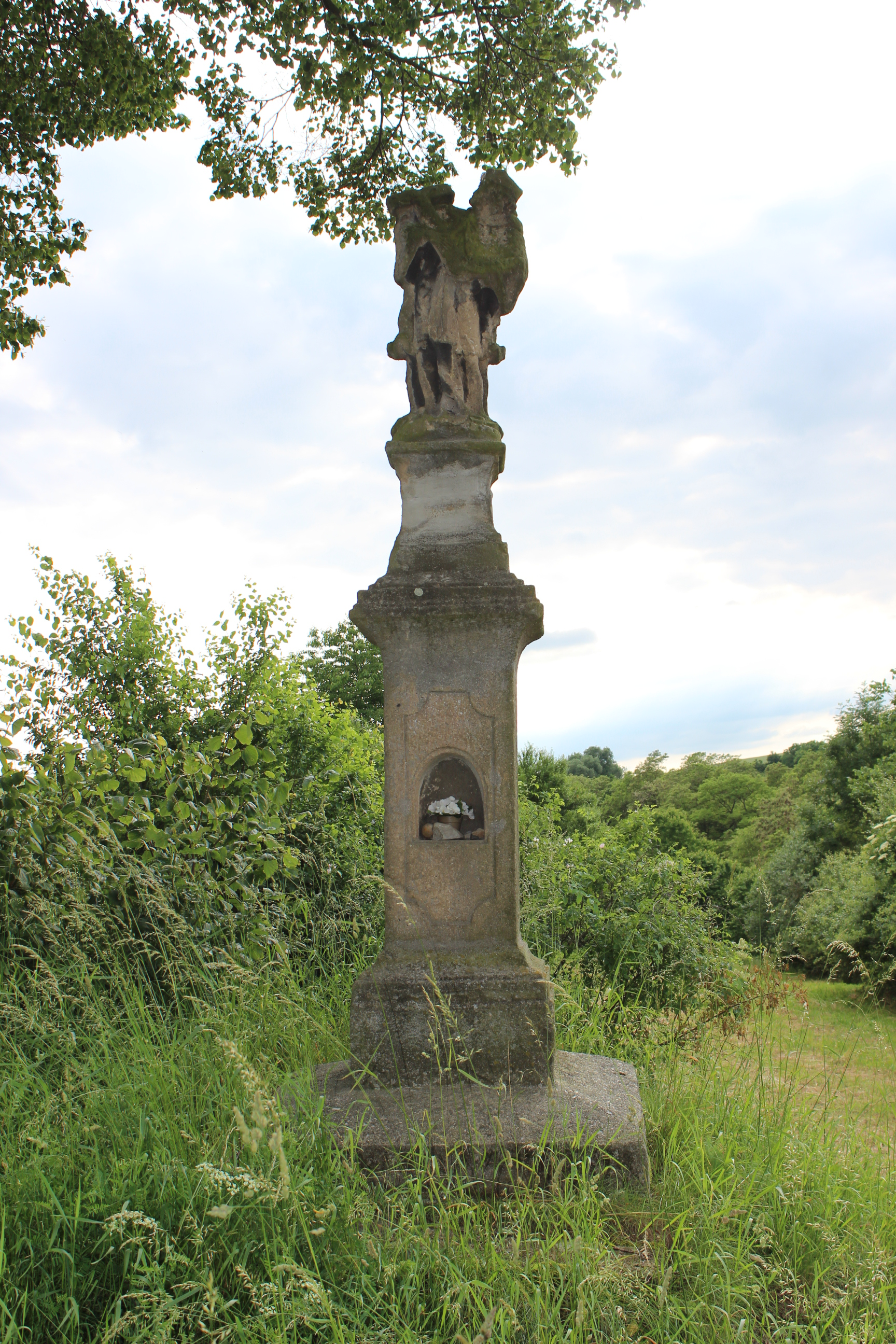
Standbeeld van Sint Johannes van Nepomuk